# Anita Björk

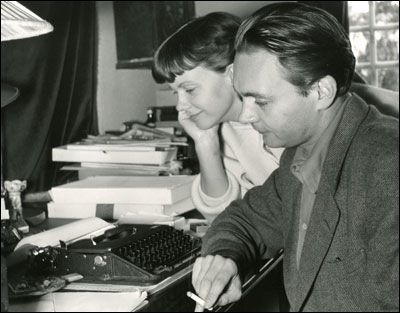
második férjével Stig Dagermannal

Anita Björk (Tällberg, 1923. április 23. – Stockholm, 2012. október 24.) svéd színésznő.

## Életpályája
Tanulmányait a Királyi Drámai Színház színiskolájában végezte 1945-ben. Björk a svéd színház egyik legmeghatározóbb színésznőjévé vált. Az évek során több, mint száz szerepet játszott el, ami a Királyi Drámai Színház legnagyobb színészei közé emelte.
Filmes pályafutása során főleg főszerepeket játszott különböző műfajokban, mint dráma, thriller és krimi. Leghíresebb alakítását az Alf Sjöberg rendezte Julia kisasszony címszerepében nyújtotta 1951-ben. Az August Strindberg színművéből készült produkciót a Cannes-i fesztivál fődíjára is jelölték. Björk egy film erejéig (Várakozó asszonyok) Ingmar Bergmannal is dolgozott.

## Magánélete
Második férje a novellista és drámaíró Stig Dagerman volt. Dagerman öngyilkossága után viszonyban volt a világhírű angol regényíróval, Graham Greene-nel.

## Filmjei
- Júlia kisasszony (1951)
- Hamlet (1955)
- Szerető pár (1964)
- Négyszemközti beszélgetések (1996)

## Fordítás
- Ez a szócikk részben vagy egészben  az   Anita_Björk című angol Wikipédia-szócikk fordításán alapul.  Az eredeti cikk szerkesztőit annak laptörténete sorolja fel. Ez a jelzés csupán a megfogalmazás eredetét és a szerzői jogokat jelzi, nem szolgál a cikkben szereplő információk forrásmegjelöléseként.